# Askogon
Askogon kallas det organ, som hos sporsäcksvamparna bildar sporernas moderceller (asci) eller de hyfer, ur vilka dessa uppstår. Som askogoner betecknar man hos lavarna de celler, som utgör basen av karpogonet.